# Neumichtis mesophaea
Neumichtis mesophaea là một loài bướm đêm trong họ Noctuidae.